# تونینو گوئریرو
تونینو گوئریرو (انگلیسی: Toninho Guerreiro; ۱۰ اوت ۱۹۴۲ – ۲۶ ژانویهٔ ۱۹۹۰) بازیکن فوتبال اهل برزیل بود.
از باشگاه‌هایی که در آن بازی کرده‌است می‌توان به باشگاه فوتبال فلامینگو، باشگاه فوتبال سانتوس، باشگاه فوتبال سائو پائولو،اشاره کرد.
وی همچنین در تیم ملی فوتبال برزیل بازی کرده‌است.